# Puimre
Puimre (Puiemre) war ein hoher altägyptischer Würdenträger unter der regierenden Königin (Pharaonin) Hatschepsut und ihrem Nachfolger Thutmosis III. Er hatte die Position eines zweiten Priesters des Amun inne.
Aus diversen Inschriften kann seine Herkunft gut rekonstruiert werden. Sein Vater war ein gewisser Puia, von dem aber weiter nichts bekannt ist. Puimre war der Sohn der königlichen Amme Neferiah, die vielleicht eine Amme von Thutmosis II. war. Er bezeichnet sich in seinen Inschriften mindestens zweimal als Ziehkind des Königs, womit sicher erscheint, dass er als Kind am königlichen Hof aufwuchs. Seine Gemahlin war eine gewisse Seniseneb, die wiederum die Tochter des Hohepriesters des Amun, Hapuseneb war. Seniseneb war Gottesverehrerin des Amun und hatte damit ein wichtiges religiöses Amt inne. Puimre war also mit einer mächtigen Familie verheiratet. Zwei Söhne sind bezeugt; einer von ihnen, Mencheper, war Priester im Totentempel von Thutmosis III. Aus Puimres Amtszeit ist nicht viel bekannt, doch kann aus diversen Inschriften erschlossen werden, dass er an diversen Bauprojekten der Herrscherin beteiligt war. Er starb unter Thutmosis III.
Puimre ist vor allem von seinem prächtigen mit Reliefs dekorierten Grab TT39 in Theben bekannt. Mit Reliefs dekorierte Gräber sind ansonsten nicht sehr häufig in dieser Zeit.

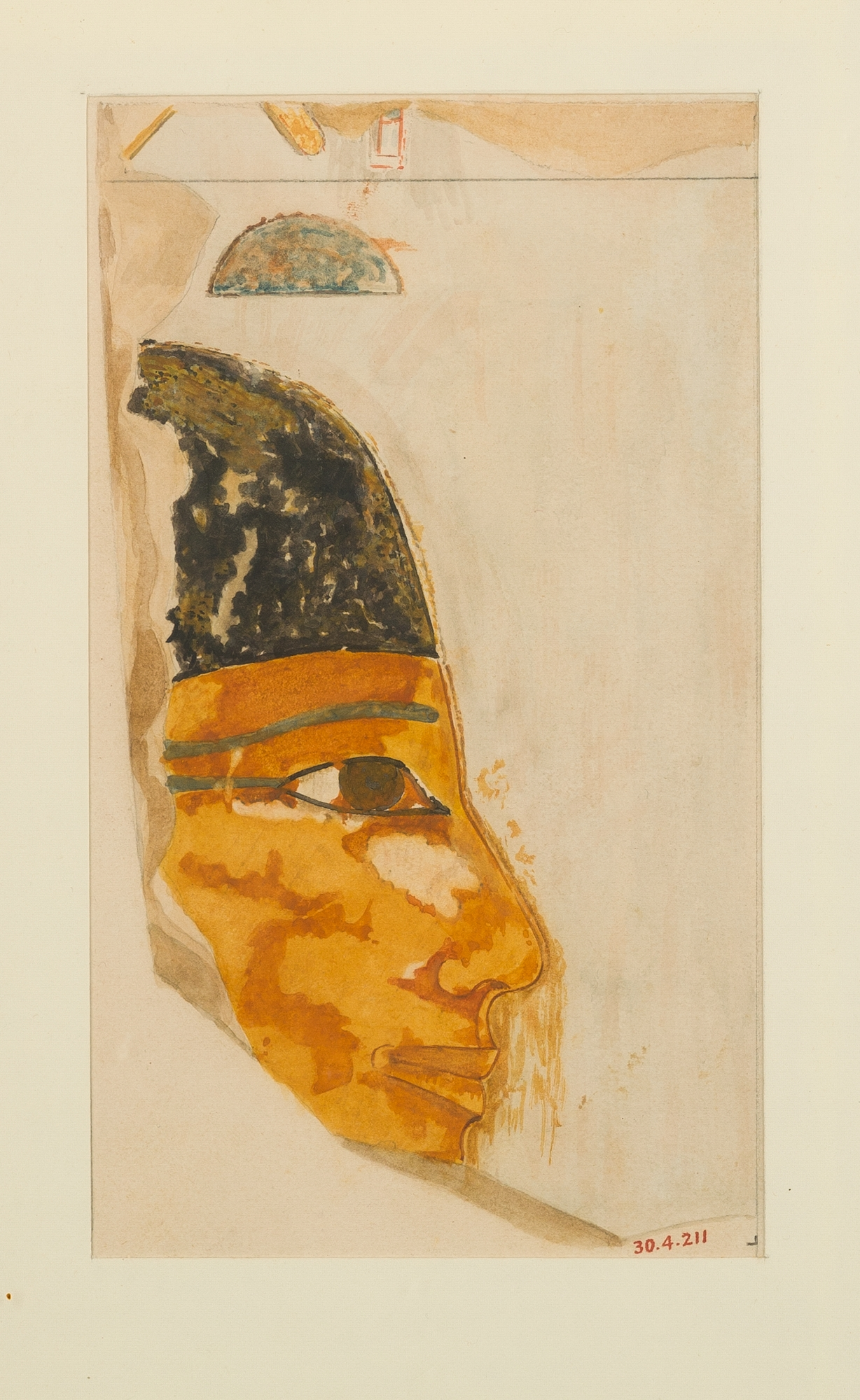
Bild der Seniseneb aus dem Grab des Puimre; Zeichnung von Norman de Garis Davies; Metropolitan Museum of Art, (Inventarnummer 30.4.211)